# Венґерськ
Венґерськ (пол. Węgiersk, нім. Wengers) — село в Польщі, у гміні Ґолюб-Добжинь Ґолюбсько-Добжинського повіту Куявсько-Поморського воєводства.
Населення — 473 особи (2011).
У 1975-1998 роках село належало до Торунського воєводства.

## Демографія
Демографічна структура станом на 31 березня 2011 року:
|          | Загалом | Допрацездатний вік | Працездатний вік | Постпрацездатний вік |
| -------- | ------- | ------------------ | ---------------- | -------------------- |
| Чоловіки | 240     | 50                 | 164              | 26                   |
| Жінки    | 233     | 43                 | 138              | 52                   |
| Разом    | 473     | 93                 | 302              | 78                   |